# Otto Engler
Otto Engler (* 15. Dezember 1861 in Kossabude in Westpreußen; † 23. September 1940 in Düsseldorf) war ein deutscher Architekt.
Engler wurde in Kossabude im Kreis Konitz in Westpreußen geboren, absolvierte eine Maurerlehre und studierte an der Baugewerkschule Holzminden. Er ließ sich 1903 in Düsseldorf nieder und profilierte sich insbesondere als Kaufhaus- und Warenhausarchitekt, der besonders im rheinisch-westfälischen Industriegebiet, aber auch darüber hinaus zahlreiche Kaufhausbauten des Jugendstils und des Neoklassizismus entwarf. Um 1906 hatte Engler ein Zweigbüro in Dortmund.
Engler war Mitglied im Architekten- und Ingenieurverein Düsseldorf, im Bund Deutscher Architekten (BDA) und im Düsseldorfer Künstlerverein „Malkasten“, dort in den 1920er Jahren im Vorstand.

## Bauten und Entwürfe (Auswahl)

Kaufhaus Leibholz, später Holstenhaus in Lübeck

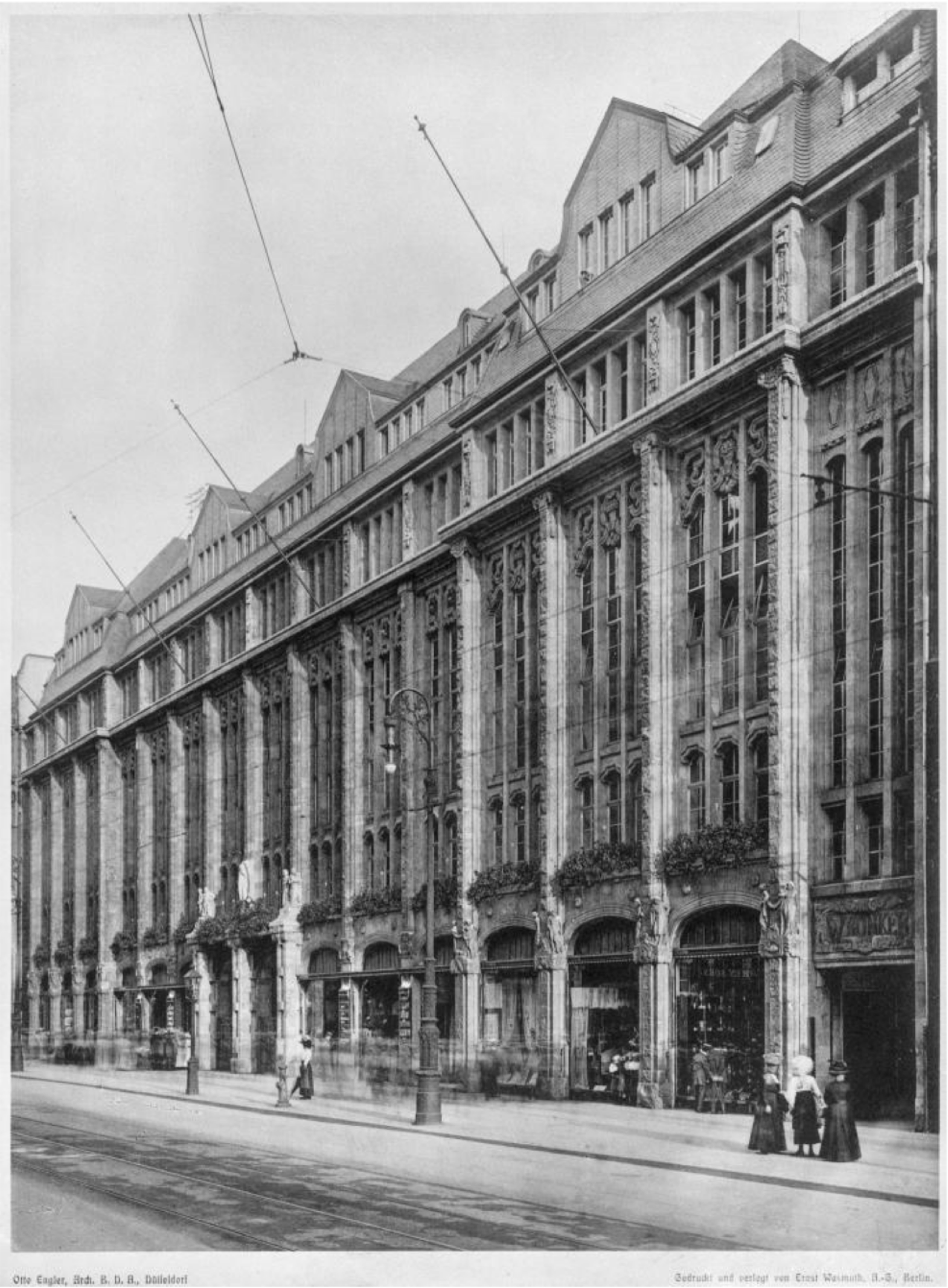
Warenhaus Wronker, Frankfurt am Main, Zeil

- 1904: Kaufhaus Althoff in Dortmund, Westenhellweg, mit 5000 Quadratmeter Verkaufsfläche (kriegszerstört)
- um 1906: Kaufhaus Hettlage (ab 1938 Fischer-Hettlage) in Dortmund, Westenhellweg (kriegszerstört)[2]
- 1906: Wohnhaus Schaurte in Düsseldorf, Königsallee 51 (Fassade um 1980 in einen Neubau der Deutsche Bank AG einbezogen)
- 1906: Kaufhaus Sinn in Krefeld, Gladbacher Straße 4/6 (1983 abgetragen, Neubau mit rekonstruierten Original-Fassaden)
- 1906: Wettbewerbsentwurf für das Warenhaus Tietz in Düsseldorf (zusammen mit seinem jüngeren Bruder Paul Engler, nicht ausgeführt)
- 1907: Kaufhaus Leibholz, später Holstenhaus in Lübeck, Holstenstraße 25–33 (1938 stark verändert, 1965 abgerissen)
- 1907–1908: Genesungsheim in Hösel (heute Seniorenresidenz „Waldklinik“)
- 1908: Möbelkaufhaus Gebr. Schöndorff Nachf. in Düsseldorf, Flinger Straße 32 (unter Denkmalschutz)
- 1907–1908 und 1910: Warenhaus Wronker in Frankfurt am Main, Zeil 33–37 / Holzgraben 6–10 (im Krieg stark beschädigt, Fragmente der rückwärtigen Fassade erhalten)
- 1909–1910: Kaufhaus Steinberg & Grünebaum in Paderborn
- 1911: Umbau des Hôtel Central zum Warenhaus Grands Magasins Grosch & Greiff (1920–1995 Au Printemps) in La Chaux-de-Fonds (unter Denkmalschutz)[3]
- 1912: Kaufhaus Rüttgers in Oberhausen
- 1913–1915: Kaufhaus Carsch in Düsseldorf (1979 abgetragen, 1984 Neubau mit rekonstruierten Original-Fassaden)
- 1926: Teil der Wohnbebauung am Michaelplatz in Düsseldorf (weitere Bauteile von anderen Düsseldorfer Architekten)
- 1927–1928: Wohnbebauung Karolingerstraße 28–34, Henriettenstraße 5–9 mit Hofhaus in Düsseldorf-Bilk (unter Denkmalschutz)